# Richard Cabral
Richard Cabral (Los Angeles, 28 agosto 1983) è un attore statunitense.

## Biografia
Cabral è cresciuto a Los Angeles, da genitori di origini Messicane. Fin dalla tenera età ha fatto parte di gang criminali. in un'intervista fatta dal Entertainment Tonight ha detto che la sua famiglia faceva parte della scena del crimine sin dagli anni '90. Era un membro documentato di Varrio 213 a Montebello. Quando era bambino, fu separato dalla sua famiglia. È stato incarcerato all'età di 13 anni per aver rubato un portafoglio. All'età di 15 divenne dipendente dalla cocaina. Da adolescente ottenne il GED tuttavia ebbe altri problemi con la legge. È stato condannato al carcere per aggressione violenta con un'arma da fuoco ed è stato rilasciato all'età di 25 anni.
Mentre Cabral stava cercando di dare una svolta alla sua vita, i suoi amici gli consigliarono i servizi di Homeboy Industries, un programma di intervento tra bande con sede a Los Angeles. Lì ha fatto un'audizione e ha ottenuto il suo primo ruolo, che lo ha portato a migliorare le sue capacità attraverso lezioni di recitazione. Nel 2009 debutto in televisione recitando nella serie Southland. Nel 2010 è apparso nel video musicale Grenade di Bruno Mars.
Nel 2015, Cabral ha recitato nella miniserie American Crime, nel ruolo di Hector Tontz. Per il suo ruolo, Cabral è stato candidato come miglior attore non protagonista in una miniserie o in un film ai Primetime Emmy Awards 2015.
Nel 2016, Cabral ha scritto insieme a Robert Egan uno spettacolo intitolato Fighting Shadows, sulle sue esperienze come ex membro di una gang che ha trascorso anni dentro e fuori dalla prigione.

## Filmografia

### Cinema
- Per una vita migliore (A Better Life), regia di Chris Weitz (2011)
- End of Watch - Tolleranza zero (End of Watch), regia di David Ayer (2012)
- Snitch - L'infiltrato (Snitch), regia di Ric Roman Waugh (2013)
- The Counselor - Il procuratore (The Counselor), regia di Ridley Scott (2013)
- Il segnato (Paranormal Activity: The Marked Ones), regia di Christopher Landon (2014)
- Una notte in giallo (Walk of Shame), regia di Steven Brill (2014)
- Blood Father, regia di Jean-François Richet (2016)
- Breaking In, regia di James McTeigue (2018)
- Peppermint - L'angelo della vendetta (Peppermint), regia di Pierre Morel (2018)

### Televisione
- Southland – serie TV, 5 episodi (2009-2011)
- Body of Proof – serie TV, un episodio (2011)
- Luck – serie TV, un episodio (2012)
- The Big Bang Theory – serie TV, un episodio (2012)
- Chicago Fire – serie TV, un episodio (2013)
- Bosch – serie TV, un episodio (2014)
- American Crime – serie TV, 21 episodi (2015-2017)
- Lethal Weapon – serie TV, 8 episodi (2016-2017)
- Mayans M.C. – serie TV, 35 episodi (2018-2022)
- Into the Dark – serie TV, un episodio (2019)
- Law & Order - Unità vittime speciali (Law & Order: Special Victims Unit) – serie TV, un episodio (2023)
- Twisted Metal – serie TV, 4 episodi (2023)

## Doppiatori italiani
Nelle versioni in italiano delle opere in cui ha recitato, Richard Cabral è stato doppiato da:
- Giuseppe Ippoliti in Peppermint - L'angelo della vendetta, Twisted Metal
- Corrado Conforti in Breaking In, Lethal Weapon
- Andrea Lopez in Per una vita migliore
- Massimiliano Virgilii in End of Watch - Tolleranza zero
- Francesco Venditti in American Crime
- Emanuele Ruzza in Mayans M.C.
- Alberto Caneva in Il segnato
- Gabriele Lopez in Blood Father
- Mirko Mazzanti Ballard